# Cancellara (Italia)
Cancellara es un municipio situado en el territorio de la provincia de Potenza, en Basilicata (Italia).

## Demografía
| Gráfica de evolución demográfica de Cancellara entre 1861 y |
|                                                             |
| fuente ISTAT - elaboración gráfica a cargo de Wikipedia     |